# Heilgeiststraße 43 (Stralsund)
Das Gebäude mit der postalischen Adresse Heilgeiststraße 43 war ein Bauwerk in der Heilgeiststraße in Stralsund.
Das Doppelgiebelhaus aus dem 16. Jahrhundert wurde im Jahr 1998 abgebrochen. Erhalten ist einzig der Keller des Hauses, der aus dem Mittelalter stammt und neuzeitlich überformt wurde. Er weist Reste einer Brandmauer auf, die das Grundstück ursprünglich in zwei Parzellen teilte.
Das Grundstück liegt im Kerngebiet des von der UNESCO als Weltkulturerbe anerkannten Stadtgebietes des Kulturgutes „Historische Altstädte Stralsund und Wismar“. In die Liste der Baudenkmale in Stralsund ist der Keller mit der Nummer 330 eingetragen.